# 卡里什基夫
48°49′13″N 27°53′50″E / 48.82028°N 27.89722°E
卡里什基夫（烏克蘭語：Каришків），是烏克蘭的村落，位於該國西南部文尼察州，由日梅林卡區負責管轄，始建於十六世紀，面積61.05平方公里，海拔高度269米，2022年人口1,000。